# Notiophilus aestuans
Notiophilus aestuans es una especie de escarabajo del género Notiophilus, familia Carabidae. Fue descrita científicamente por Dejean en 1826.
Esta especie es nativa de Europa.